# 弘義閣
39°54′59″N 116°23′45″E / 39.916271°N 116.395754°E

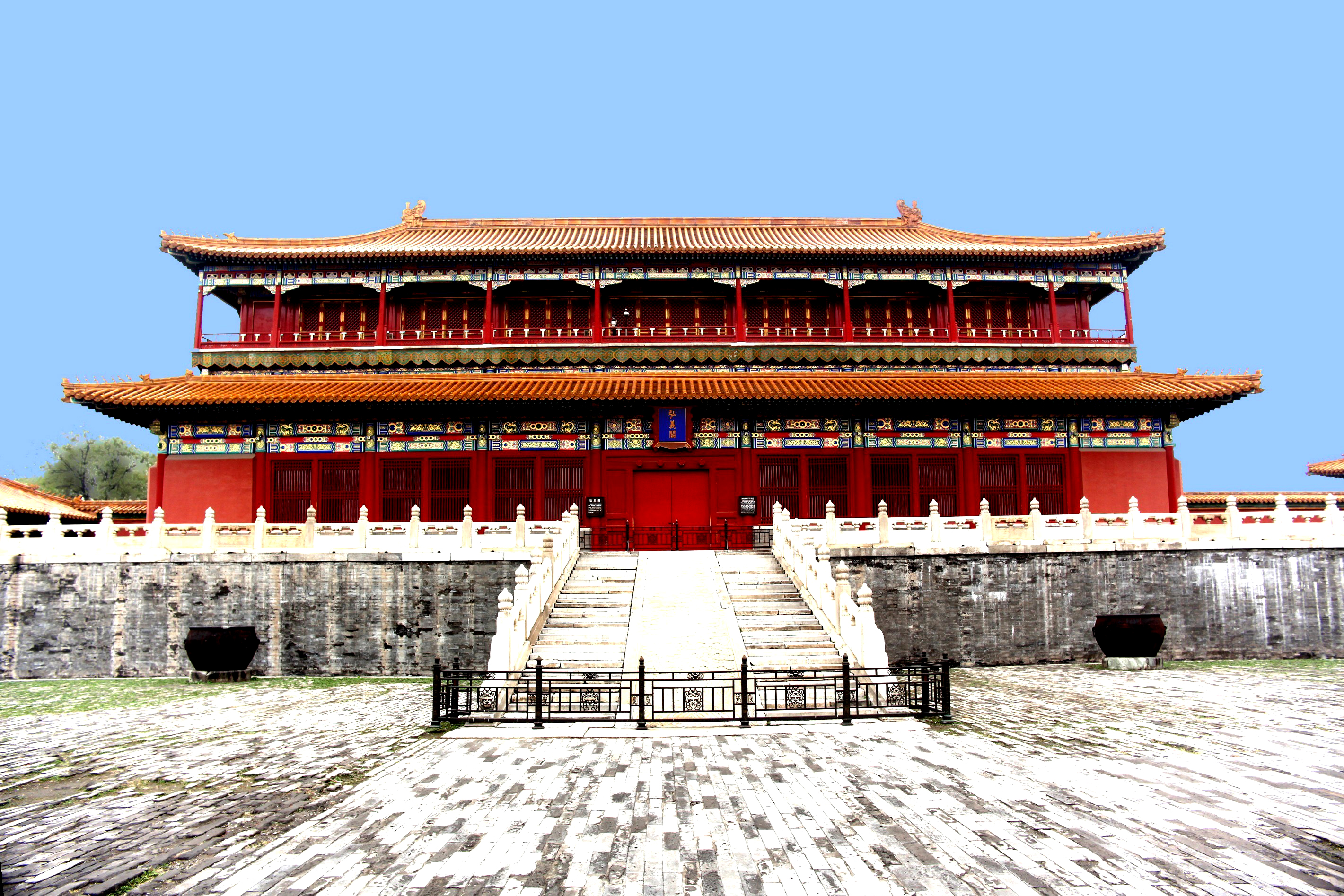
弘義閣

弘義閣，位于紫禁城太和殿前广场西庑，与东庑体仁阁遥遥相对。

## 历史
弘義閣位于太和殿前广场西侧，坐西朝东，与体仁阁相对立。弘義閣始建于明朝永乐十八年（1420年），明初称为“武楼”，明朝嘉靖四十一年（1562年）改称“武成阁”，清朝顺治三年（1646年）改称“弘義閣”。洪武朝，相對文樓作為皇帝大婚儀式、皇太子納妃儀、萬壽節賜宴的地方，武樓則作為公主出嫁的典禮所在。弘義閣在明朝的用途无线索可寻；清朝，弘義閣兩廡是内务府廣儲司六庫，贮存金、银、制钱、珠宝、玉器、金银器皿等等。皇帝、皇后筵宴用的金银器皿由银库预备，用毕仍交还该库收存。
1919年和1921年，古物陈列所先后进行了体仁阁、弘義閣的加固维修工程，但因所用支顶的木柱过细而遭承重梁压弯，1953年又进行翻修。2005年，经过再度修缮的弘義閣重新向观众开放，阁内举办“金声玉振壮丽典雅———皇朝礼乐展”，作为故宫博物院的常设展览之一。这是故宫博物院自建院以来首次向观众展示清朝宫廷音乐典制乐器。展览展出了清朝宫廷元旦、冬至、万寿节三大节庆以及国家典礼中的中和韶乐乐队、丹陛大乐乐队的乐器，完全依照当时的阵型进行复原陈列。通过采集特磬、编钟、编磬、方响等清宫旧藏典制乐器的音色，再根据乾隆朝《御制律吕正义后编》中的乐谱及歌词，进行MIDI（数字音频合成）制作，复原了中和韶乐《元平之章》、丹陛大乐《庆平之章》、铙歌大乐《壮军容》、蒙古乐《合欢曲》、具有满族风格的宴飨乐《庆隆舞乐》等七首代表性宫廷乐曲，在展厅内循环播放。展览还用图文并茂的展板介绍了清宫音乐，指出了清朝皇帝对传统礼乐观念的推崇，及清朝宫廷音乐机构的组成和沿革、乐舞生服饰及演乐情况等等。2011年4月底，故宫博物院因为内部调修，将弘義閣展厅（皇朝礼乐展）、乾清宫西庑展厅（清代万寿庆典展）暂停对外开放，恢复开放时间将另行公告。

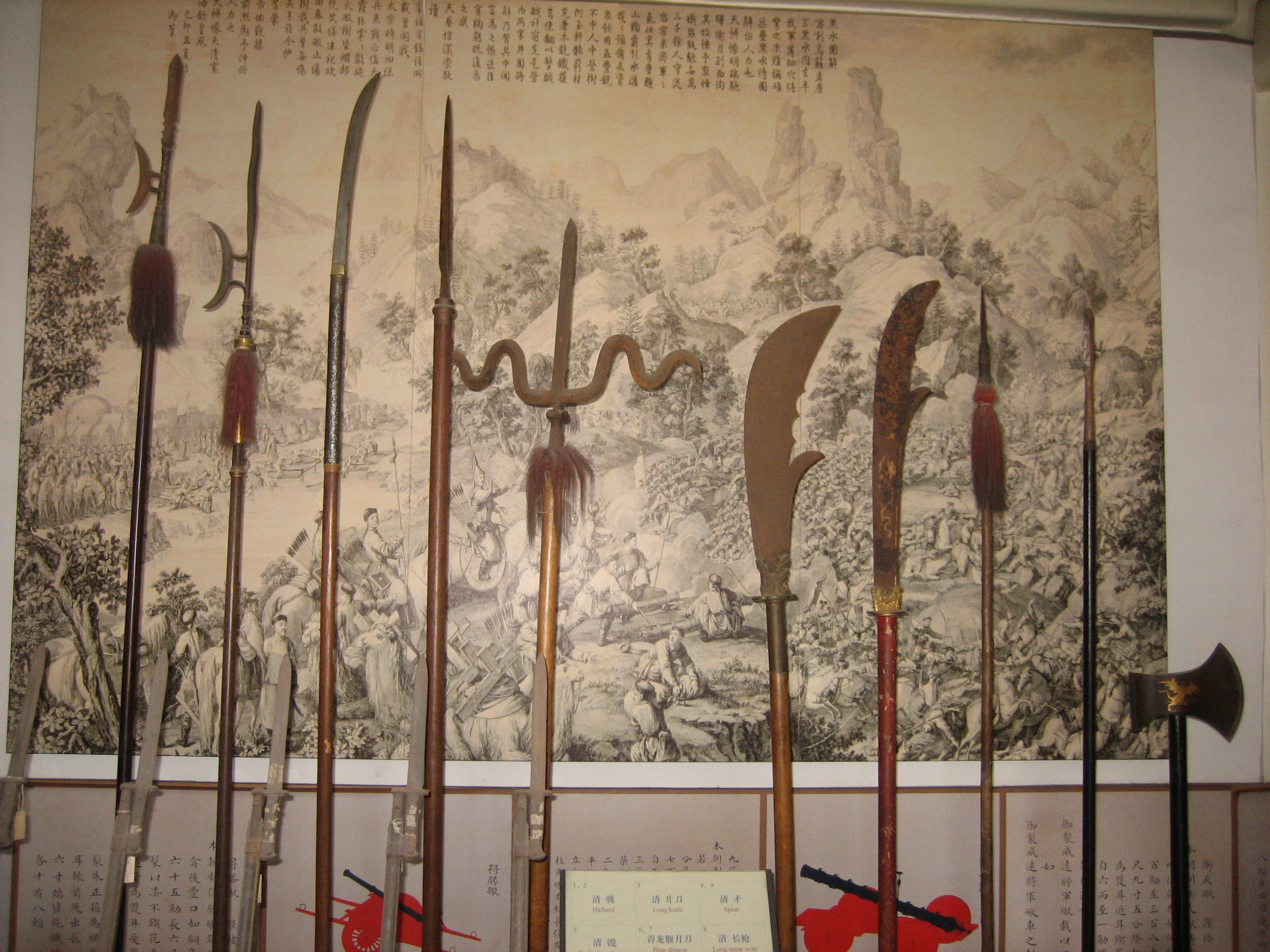
“清宫武备兵器展”展出的清朝兵器，自左至右：戟（两支）、片刀、矛、镋、青龙偃月刀（两支）、长枪、矛、斧。背景是郎世宁等人作《平定准部回部得胜图》中的《黑水围解》。

2005年起，故宫博物院在弘义阁迤南西庑举办“清宫武备兵器展”，作为故宫博物院的常设展览之一。本展览共展出文物70多件，包括盔甲、马鞭、马鞍、弓箭、櫜鞬（撒袋）、阿虎枪、鹿哨、刀剑、火枪、火炮、马步枪等等。这些文物仅是清朝军器装备中的一小部分。展览主题有：
- 皇帝大阅：清朝大阅始于入山海关前的皇太极在位时期。清朝初年，大阅通常每三年举办一次，地点位于南苑、芦沟桥、玉泉山等地，以检阅八旗兵之战斗能力。展览表现了乾隆帝与八旗兵身着盔甲列阵仪式之场景。
- 皇帝围猎：清朝是以骑射开国，入关后便将“国语骑射”尊为祖制，皇帝定期赴围场行围狩猎，以使八旗兵的骑射与战斗能力获得嘉庆。展览通过武具及兵器，展现了皇帝行围狩猎之场景。
- 冷热兵器：清朝兵器最初主要是弓箭等等冷兵器。康熙朝大量制造火炮，种类繁多，性能良好。鸦片战争以后，清朝的军器制造发展缓慢，火器性能远远落后于西方。展览通过清宫旧藏实物，简要说明了清朝兵器的演变过程。展览以清朝大阅、围猎、兵器与战图等画卷作为背景，和展览各部分文物相互呼应，展现了清朝代表性武器装备。[10]

## 建筑
现存的弘義閣是明朝天启七年再建，保留了明朝天启七年的建筑遗构。弘義閣、体仁阁作为太和殿的陪衬建筑，左右对称，建筑形式完全一样。清朝乾隆时期，体仁阁遭火灾焚毁，此后便仿照弘義閣重建。由于这两阁处在太和殿的东、西两厢，形制上要分主从，以太和殿为主，但又不可相差悬殊而影响和谐之美，故建成楼阁，两层之间设有腰檐，出平座，屋顶采用单檐庑殿顶，这种做法令建筑高度达23.8米，相当于太和殿高度的7/10，又高于相邻的庑房，所以既没有逾越建筑等级，又避免了两厢过于渺小，还使建筑空间显得生动。